# Sejerø Bugt
Sejerø Bugt eller Sejerøbugten er navnet på bugten i Kattegat mellem Sjællands Odde og Røsnæs. Det afgrænses mod øst af Odsherred og mod vest af Samsø Bælt. Ved bugten findes flere badestrande og mange sommerhusområder.
Bugten er opkaldt efter øen Sejerø, der er beliggende cirka midt i bugten.
Sejerø Bugt er udpeget til Ramsarområde, og er en del af Natura 2000-område nr. 154 Sejerø Bugt, Saltbæk Vig, Bjergene, Diesebjerg og Bollinge Bakke